# La batalla de les Ardenes (pel·lícula)
La batalla de les Ardenes (títol original en anglès: Battle of the Bulge) és una pel·lícula estatunidenca dirigida per Ken Annakin, estrenada el 1965. Ha estat doblada al català.

## Argument
Durant l'hivern de 1944, les forces aliades estan a punt per envair Alemanya. Per oposar-s'hi, Hitler decideix llançar una ofensiva gegantina per reconquerir França i ocupar el port belga d'Anvers. Per això els alemanys reuneixen forces considerables. Serà la batalla de les Ardenes, vista des dels dos camps per dos oficials: el tinent-coronel Kiley per als aliats i el coronel Hessler per a l'Alemanya nazi...

## Repartiment
- Henry Fonda: Tinent Coronel Kiley
- Robert Shaw: Coronel Hessler
- Robert Ryan: General Grey
- Dana Andrews: Coronel Pritchard
- George Montgomery: Sergent Duquesne
- Ty Hardin: Schumacher
- Pier Angeli: Louise
- Charles Bronson: Wolenski
- Hans Christian Blech: Conrad
- Werner Peters: General Kohler
- Telly Savalas: Sergent Guffy
- Robert Woods: Joe
- Karl-Otto Alberty: Major Von Dieple

## Pertinència històrica
Els productors han assumit haver de "reorganitzar" els fets de la batalla en benefici de la intriga, per tal de condensar aquesta batalla de més d'un mes en una pel·lícula de prop de tres hores, centrant-se en algunes personalitats. La qualitat històrica de la pel·lícula deixa doncs bastant a desitjar.
La batalla final és una evocació grollera de la batalla de Celles que va tenir lloc el 26 de desembre de 1944 a Condroz, quan la 2a Armored Division va vèncer la 2a Panzerdivision. La pel·lícula crea una falsa impressió d'un important sacrifici de tancs americans davant dels tancs pesats alemanys Tiger II obligant els alemanys a consumir el seu carburant fins a l'esgotament. En realitat, aquests ja no en tenien. Els tancs utilitzats a la pel·lícula no són tampoc els de la realitat (explicat pel productor en els bonus del DVD). Però els tancs americans M47 Patton utilitzats per representar els Tigres alemanys tenien una talla superior als M24 Chaffee que representaven els M4 Sherman. És igualment lamentable veure l'exèrcit americà de 1944 utilitzar Jeeps i Dodge de la guerra de Corea.
L'episodi del dipòsit de carburant incendiat que tanca aquesta batalla a la pel·lícula va tenir lloc a cinquanta quilòmetres a l'est, a Stavelot, el 18 de desembre de 1944.
La localitat d'Amblève, molt citada a la pel·lícula, no va tenir en realitat més que un paper anecdòtic (cosa que no va ser el cas per a la seva veïna Sankt Vith). La localitat belga germanòfona i, per tant, reintegrada al Reich durant la durada de la guerra, era coneguda amb el nom d'"Amel".
La neu falta d'altra banda en algunes escenes de la pel·lícula, com ara les de la batalla final, tot i que el conjunt de les Ardenes va ser coberta de neu durant l'ofensiva. Els paisatges s'aparten igualment dels pujols forestals de les Ardenes, alternant les zones muntanyoses (sobretot al començament, les escenes d'aviació) i les zones semidesèrtiques. La pel·lícula va ser de fet rodada a les muntanyes de la Sierra de Guadarrama i als voltants de Madrid
El paper del tinent Schumacher i dels seus homes s'inspira en l'Operació Greif, qui consistia a infiltrar darrere les línies aliades alemanys anglòfons amb uniforme americà per confondre les comunicacions i capturar els ponts. L'alliberament de Bastogne per les tropes del General George Patton, cap del 3r exèrcit americà no surt a la pel·lícula. No hi ha cap referència a les tropes britàniques; es trobaven a la riba esquerra de la Mosa, no a prop de la zona dels combats. La decisió del General Dwight Eisenhower d'escindir el front de la batalla en dos, amb sessió del comandament dels exèrcits americans al Mariscal Montgomery. El paper dels bombardeigs de l'aviació americana és igualment subestimat.

## Premis i nominacions

### Nominacions
- 1966: Globus d'Or al millor actor secundari per Telly Savalas
- 1966: Globus d'Or a la millor banda sonora original per Benjamin Frankel